# グレイテスト・ヒッツ:マイ・プリロガティヴ
『グレイテスト・ヒッツ:マイ・プリロガティヴ』（Greatest Hits: My Prerogative）は、2004年に発売されたブリトニー・スピアーズのベストアルバム。

## 解説
1999年のデビュー作から最新作までを網羅した初のグレイテスト・ヒッツとなる作品。新曲として「マイ・プリロガティヴ」と「ドゥ・サムシン」、『イン・ザ・ゾーン』のアウトテイク「アイヴ・ジャスト・ビガン (ハヴィング・マイ・ファン)」の3曲を収録。
2004年10月30日に日本で先行発売。日本のオリコンチャートでは自身初となるアルバムチャート1位を獲得し、60週にも渡ってチャートに登場するなど大ヒットを記録した。第19回日本ゴールドディスク大賞でもアルバム賞を受賞した。

## 収録曲
1. マイ・プリロガティヴ - My Prerogative 3:34
2. トキシック - Toxic 3:20
3. アイム・ア・スレイヴ・フォー・ユー - I'm a Slave 4 U 3:21
4. ウップス…! アイ・ディド・イット・アゲイン - Oops!... I Did It Again 3:30
5. ミー・アゲインスト・ザ・ミュージック - Me Against the Music (featuring Madonna) 3:42
6. ストロンガー - Stronger -Album ver.- 3:22
7. エヴリタイム - Everytime 3:50
8. …ベイビー・ワン・モア・タイム - ...Baby One More Time 3:30
9. (ユー・ドライヴ・ミー) クレイジー - ザ・ストップ・リミックス - (You Drive Me) Crazy - The Stop Remix- 3:18
10. ボーイズ - ザ・CO-ED・リミックス - Boys -The Co-Ed Remix- (featuring Pharrell Williams) 3;43
11. サムタイムス - Sometimes 3:32
12. オーヴァープロテクテッド  - Overprotected 3:18
13. ラッキー - Lucky 3:24
14. アウトレイジャス - Outrageous -Album ver.- 3:27
15. ドント・レット・ミー・ザ・ラスト・トゥー・ノウ - Don't Let Me Be the Last to Know 3:51
16. ボーン・トゥ・メイク・ユー・ハッピー - Born to Make You Happy
17. アイ・ラヴ・ロックンロール - I Love Rock 'N Roll 3:27
18. アイム・ノット・ア・ガール、・ノット・イェット・ア・ウーマン - I'm Not a Girl, Not Yet a Woman 3:51
19. アイヴ・ジャスト・ビガン（ハビング・マイ・ファン） - I've Just Begun (Having My Fun) 3:21
20. ドゥー・サムシン - Do Somethin'  3:23